# 统计学习理论
统计学习理论（英語：Statistical learning theory），一種機器學習的架構，根據統計學與泛函分析（Functional Analysis）而建立。統計學習理論基於資料（data），找出預測性函數，之後解決問題。支持向量机（Support Vector Machine）的理論基礎來自於統計學習理論。

## 形式定义
令{\displaystyle X}为所有可能的输入组成的向量空间， {\displaystyle Y}为所有可能的输出组成的向量空间。统计学习理论认为，积空间{\displaystyle Z=X\times Y}上存在某个未知的概率分布{\displaystyle p(z)=p({\vec {x}},y)}。训练集由这个概率分布中的{\displaystyle n}个样例构成，并用{\displaystyle S=\{({\vec {x}}_{1},y_{1}),\dots ,({\vec {x}}_{n},y_{n})\}=\{{\vec {z}}_{1},\dots ,{\vec {z}}_{n}\}}表示。每个{\displaystyle {\vec {x}}_{i}}都是训练数据的一个输入向量， 而{\displaystyle y_{i}}则是对应的输出向量。

## 损失函数
损失函数的选择是机器学习算法所选的函数{\displaystyle f_{S}}中的决定性因素。 损失函数也影响着算法的收敛速率。损失函数的凸性也十分重要。
根据问题是回归问题还是分类问题，我们可以使用不同的损失函数。

### 回归问题
回归问题中最常用的损失函数是平方损失函数（也被称为L2-范数)。类似的损失函数也被用在普通最小二乘回归。其形式是：
{\displaystyle V(f({\vec {x}}),y)=(y-f({\vec {x}}))^{2}}
另一个常见的损失函数是绝对值范数（L1-范数）：
{\displaystyle V(f({\vec {x}}),y)=|y-f({\vec {x}})|}

### 分类问题
某种程度上说0-1指示函数是分类问题中最自然的损失函数。它在预测结果与真实结果相同时取0，相异时取1。对于{\displaystyle Y=\{-1,1\}}的二分类问题，这可以表示为：
{\displaystyle V(f({\vec {x}}),y)=\theta (-yf({\vec {x}}))}
其中{\displaystyle \theta }为单位阶跃函数。

### 正则化
机器学习的一大常见问题是过拟合。由于机器学习是一个预测问题，其目标并不是找到一个与（之前观测到的）数据最拟合的的函数，而是寻找一个能对未来的输入作出最精确预测的函数。经验风险最小化有过拟合的风险：找到的函数完美地匹配现有数据但并不能很好地预测未来的输出。
过拟合的常见表现是不稳定的解：训练数据的一个小的扰动会导致学到的函数的巨大波动。可以证明，如果解的稳定性可以得到保证，那么其可推广性和一致性也同样能得到保证。正则化可以解决过拟合的问题并增加解的稳定性。
正则化可以通过限制假设空间{\displaystyle {\mathcal {H}}}来完成。一个常见的例子是把{\displaystyle {\mathcal {H}}}限制为线性函数：这可以被看成是把问题简化为标准设计的线性回归。{\displaystyle {\mathcal {H}}}也可以被限制为{\displaystyle p}次多项式，指数函数，或L1上的有界函数。对假设空间的限制能防止过拟合的原因是，潜在的函数的形式得到了限制，因此防止了那些能给出任意接近于0的经验风险的复杂函数。
一个正则化的样例是吉洪诺夫正则化，即最小化如下损失函数
{\displaystyle {\frac {1}{n}}\displaystyle \sum _{i=1}^{n}V(f({\vec {x}}_{i}),y_{i})+\gamma \|f\|_{\mathcal {H}}^{2}}
其中正则化参数{\displaystyle \gamma }为一个固定的正参数。吉洪诺夫正则化保证了解的存在性、唯一性和稳定性。
1. ↑  Rosasco, L., Vito, E.D., Caponnetto, A., Fiana, M., and Verri A. 2004. Neural computation Vol 16, pp 1063-1076
2. ↑  Vapnik, V.N. and Chervonenkis, A.Y. 1971. On the uniform convergence of relative frequencies of events to their probabilities. Theory of Probability and its Applications Vol 16, pp 264-280.
3. ↑  Mukherjee, S., Niyogi, P. Poggio, T., and Rifkin, R. 2006. Learning theory: stability is sufficient for generalization and necessary and sufficient for consistency of empirical risk minimization. Advances in Computational Mathematics. Vol 25, pp 161-193.
4. ↑  Tomaso Poggio, Lorenzo Rosasco, et al. Statistical Learning Theory and Applications, 2012, Class 2 （页面存档备份，存于）